# Fork (blokklánc)
A blokkláncban a forkot többféleképpen definiálják:
- „mi történik, ha egy blokklánc két lehetséges útra válik szét”
- „protokollváltozás”, vagy
- olyan helyzet, amely „akkor fordul elő, ha két vagy több blokk azonos blokkmagassággal rendelkezik”[1]

A forkok azzal az állítással kapcsolatosak, hogy a különböző feleknek közös szabályokat kell alkalmazniuk a blokklánc történetének fenntartásához. Ha a felek nem értenek egyet, alternatív láncok alakulhatnak ki. Míg a legtöbb fork rövid életű, néhány állandósul. A rövid élettartamú forkok az elosztott rendszerben való gyors konszenzus elérésének nehézségei miatt következnek be. Mialatt az állandó forkokat (a protokollmódosítások értelmében) új funkciók hozzáadására használták a blokklánchoz, felhasználhatók egy hack hatásainak visszafordítására is, ahogy történt az Ethereum és az Ethereum Classic esetében. Szintén használható adott blokklánc katasztrofális hibáinak elkerülésére, ahogy a bitcoin esetében is történt 2010. augusztus 6-án. 
A blokklánc-technológia fogalmát először 2008-ban vezette be egy ismeretlen személy vagy személyek csoportja a „Satoshi Nakamoto” álnevet használva egy fehér könyvben, amely leírja a Bitcoin decentralizált digitális valuta felépítését. A blokklánc-forkokat széles körben vitatták a bitcoin skálázhatósági problémájával összefüggésben.

## A forkok típusai
A forkok véletlenszerű vagy szándékos kategóriába sorolhatók. Véletlen elágazás akkor történik, amikor két vagy több bányász közel egy időben talál egy blokkot. Az elágazás akkor oldódik fel, amikor a következő blokk(ok) hozzáadódnak a lánchoz, és az egyik lánc hosszabb lesz, mint az alternatív(ák). A hálózat lehagyja azokat a blokkokat, amelyek nem a leghosszabb láncban vannak (ezeket árva blokknak nevezzük).
A blokklánc szabályait módosító szándékos forkok a következők szerint osztályozhatók:

### Hard fork
A hard fork egy olyan változás a blokklánc protokollban, amely nem visszafelé kompatibilis, és minden felhasználónak frissítenie kell a szoftverét, hogy továbbra is részt vehessen a hálózatban. Egy hard forkban a hálózat két különálló verzióra oszlik: az egyik az új szabályokat a másik a régi szabályokat követi.
Az Ethereumot például 2016-ban hard forkolták, hogy "egésszé tegyék" a befektetőket, akik DAO-ba fektetés után, miután annak a kódjában található sebezhetőség kihasználásával feltörtek. A DAO (magyarul decentralizált autonóm szervezet) egy olyan szervezet, amelyet részben vagy egészben decentralizált számítógépes program irányít, és a pénzügyeket blokkláncon keresztül kezelik. Az Ethereum DAO volt a szervezet, amin keresztül a befektetők invesztálhattak az akkor induló projektbe. A hack kivédése miatti elágazás melletti döntés az Ethereum és az Ethereum Classic láncok létrejöttét vonta magával. 2014-ben az Nxt közösség is fontolóra vette, hogy a blokklánc rekordjainak visszaállítását eszközöljék, hogy ezzel mérsékeljék egy nagy kriptovaluta tőzsdétől ellopott 50 millió NXT árcsökkenő hatásait. A hard fork javaslatot elutasították, az ellopott NXT tokenek egy részét pedig tárgyalások és váltságdíj fizetése után visszakapták. Alternatív megoldásként a végleges elágazás megelőzése érdekében az új szoftvert használó csomópontok többsége visszatérhet a régi szabályokhoz, ahogy az a bitcoin elágazás során is történt 2013. március 12-én.
Egy újabb friss hard fork példa 2017-ben történt, amikor a Bitcoin blokkláncáról elágazott a Bitcoin Cash. A hálózat elágazása főként annak a nézeteltérésnek tudható be, hogy miként lehet növelni a másodpercenkénti tranzakciók számát a Bitcoin hálózatán, hogy az megfeleljen a növekedő igényeknek.

### Soft fork
A soft fork a blokkláncprotokoll visszafelé kompatibilis módosítása, amely lehetővé teszi új szabályok bevezetését anélkül, hogy minden felhasználónak frissítenie kellene a szoftverét. Egy soft fork során a hálózat bányászainak többsége végrehajtja az új szabályokat, és elkezdi követni a blokklánc frissített verzióját. A hálózat többi része továbbra is követheti a blokklánc régi verzióját, de nem tudják ellenőrizni a frissített szabályokat követő új blokkokat. Mivel a soft fork visszafelé kompatibilis, nem eredményez új blokklánc létrehozását vagy hálózat elágazást. Ehelyett lehetővé teszi a hálózat számára, hogy fokozatosan átálljon az új szabályokra, miközben továbbra is fenntartja a kompatibilitást a régi szabályokkal.

## Kriptovaluta-szakadások
A permanens láncszakadás azt az esetet írja le, amikor egy blokkláncnak két vagy több állandó változata egy bizonyos ideig ugyanazt az előzményt osztja meg, majd az előzmények kezdenek eltérni. A permanens láncszakadások olyan helyzethez vezetnek, amikor két vagy több versengő kriptovaluta létezik a blokkláncukon.

### Adózás
A kriptovaluta elágazások adóztatása államonként jelentősen eltér. Néhány példa:

#### Ausztrál Adóhivatal (ATO)
Az ATO nem minősíti a kriptovaluta-szakadásokat adózási eseménynek. Az ATO a szakadásból vagy elágazásból származó blokkláncverziókat az "eredeti blokklánc" és az "új blokklánc" kategóriába sorolja. A költségalaphoz képest az eredeti blokklánc kriptovalutájához hozzá kell rendelni az összes eredeti költségalapot, míg az új blokkláncon lévő kriptovalutához nulla költségalapot kell hozzárendelni.

#### HM Revenue & Customs (HMRC)
Az Egyesült Királyság HMRC adóhivatala nem minősíti a kriptovaluta-szakadást adózási eseménynek. A HMRC szerint „az új kriptoeszközök értéke az egyén által már birtokolt eredeti kriptoeszközökből származik.” A költségalappal kapcsolatban a HMRC kimondja, hogy „a költségeket igazságos és észszerű alapon kell felosztani az 1992. évi tőkenyereség adóztatásáról szóló törvény 52(4) szakasza értelmében. A HMRC nem ír elő semmilyen konkrét felosztási módszert. A HMRC-nek ugyanakkor jogában áll megvizsgálni egy olyan felosztási módszert, amelyről úgy gondolja, hogy nem igazságos és észszerű.”
2021 szeptemberében a feltételezések szerint az Egyesült Királyságban több mint 2,3 millió ember rendelkezett kriptoeszközzel. Mivel ezek az eszközök fizikailag nem léteznek, a HMRC kénytelen volt olyan útmutatást kiadni, amely szerint a kriptoeszközök a tényleges tulajdonos lakóhelyét követik. Tehát, ha az Egyesült Királyságban él, és kriptoeszközökkel kereskedik, függetlenül attól, hogy hol tartják ezeket az eszközöket, akkor az Egyesült Királyságban adóköteles. Mindazonáltal sokan úgy gondolják, hogy ez az útmutatás a bíróságokon megtámadható. Ez hatással lehet a HMRC jövőbeni adóbevételére azoktól, akik adózási szempontból nem az Egyesült Királyságban rendelkeznek lakóhellyel.

#### Internal Revenue Service (IRS)
Az Egyesült Államok Adóhivatala (IRS) a kriptovaluta-szakadást ahogy az „airdropokat” is adóköteles események közé sorolja. Az IRS által közzétett útmutatás szerint a kulcsok birtokában az adózó köteles adót fizetni az új kriptovaluta után, bevételként a kriptovaluta valós piaci értékét felhasználva.

## Fordítás
- Ez a szócikk részben vagy egészben  a   Fork (blockchain) című angol Wikipédia-szócikk ezen változatának fordításán alapul.  Az eredeti cikk szerkesztőit annak laptörténete sorolja fel. Ez a jelzés csupán a megfogalmazás eredetét és a szerzői jogokat jelzi, nem szolgál a cikkben szereplő információk forrásmegjelöléseként.